# UAE Tour 2025
UAE Tour 2025 var den sjunde upplagan av det emiratiska etapploppet UAE Tour. Cykelloppets sju etapper kördes mellan den 17 och 23 februari 2025 med start i Madinat Zayed och målgång i Jabal Hafit. Loppet var en del av UCI World Tour 2025 och vanns av slovenske Tadej Pogačar från cykelstallet UAE Team Emirates XRG.

## Deltagande lag
| WorldTeams (15)- Decathlon AG2R La Mondiale Team - EF Education-EasyPost - Intermarché-Wanty - Lidl-Trek - Movistar Team - Red Bull-BORA-hansgrohe - Soudal Quick-Step - Team Picnic-PostNL - Team Visma \| Lease a Bike - UAE Team Emirates XRG - Alpecin-Deceuninck - Bahrain-Victorious - Ineos Grenadiers - Team Jayco AlUla - XDS Astana Team ProTeams (5)- Israel-Premier Tech - Lotto - Solution Tech-Vini Fantini - Tudor Pro Cycling Team - VF Group-Bardiani CSF-Faizanè |
| |

## Etapper
| Etapp | Datum  | Start – mål                          | type        | Distans (km) | Etappvinnare   | Totalledare    |
| ----- | ------ | ------------------------------------ | ----------- | ------------ | -------------- | -------------- |
| 1     | 17 feb | Madinat Zayed – Liwa-oasen           | Flack etapp | 138          | Jonathan Milan | Jonathan Milan |
| 2     | 18 feb | Al Ḩudayriyāt – Al Ḩudayriyāt        | Tempoetapp  | 12,2         | Josh Tarling   | Josh Tarling   |
| 3     | 19 feb | Ras al-Khaimah – Jabal Bil ‘Ays      | Bergsetapp  | 179          | Tadej Pogačar  | Tadej Pogačar  |
| 4     | 20 feb | Qadfa – Umm Al Quwain                | Flack etapp | 181          | Jonathan Milan | Tadej Pogačar  |
| 5     | 21 feb | American University in Dubai – Dubai | Flack etapp | 160          | Tim Merlier    | Tadej Pogačar  |
| 6     | 22 feb | Abu Dhabi – Abu Dhabi                | Flack etapp | 167          | Tim Merlier    | Tadej Pogačar  |
| 7     | 23 feb | al-Ayn – Jabal Ḩafīt                 | Bergsetapp  | 176          | Tadej Pogačar  | Tadej Pogačar  |

### 1:a etappen
| Madinat Zayed - Liwa-oasen | Flack etapp | (138 km) |

| \| Placeringar i etappen \| Placeringar i etappen \| Placeringar i etappen \| Placeringar i etappen \| Placeringar i etappen \| \| Cyklist \| Cyklist \| Lag \| Tid \| \| \| --------------------- \| --------------------- \| ----------------------- \| --------------------- \| --------------------- \| \| 1. \| Jonathan Milan \| Lidl-Trek \| 3t 31' 34" \| \| \| 2. \| Finn Fisher-Black \| Red Bull-Bora-Hansgrohe \| + 0" \| \| \| 3. \| Tobias Lund Andresen \| Team Picnic-PostNL \| + 0" \| \| \| 4. \| Lennert Van Eetvelt \| Lotto \| + 0" \| \| \| 5. \| Oscar Onley \| Team Picnic-PostNL \| + 0" \| \| \| 6. \| Aaron Gate \| XDS Astana Team \| + 0" \| \| \| 7. \| Harold Tejada \| XDS Astana Team \| + 0" \| \| \| 8. \| Lionel Taminiaux \| Lotto \| + 0" \| \| \| 9. \| Phil Bauhaus \| Bahrain Victorious \| + 0" \| \| \| 10. \| Tadej Pogačar \| UAE Team Emirates XRG \| + 0" \| \| |                      |                         |            |
| |                      |                         |            |
| |                      |                         |            |
| Placeringar i etappen |                      |                         |            |
| Cyklist | Cyklist              | Lag                     | Tid        |
| 1. | Jonathan Milan       | Lidl-Trek               | 3t 31' 34" |
| 2. | Finn Fisher-Black    | Red Bull-Bora-Hansgrohe | + 0"       |
| 3. | Tobias Lund Andresen | Team Picnic-PostNL      | + 0"       |
| 4. | Lennert Van Eetvelt  | Lotto                   | + 0"       |
| 5. | Oscar Onley          | Team Picnic-PostNL      | + 0"       |
| 6. | Aaron Gate           | XDS Astana Team         | + 0"       |
| 7. | Harold Tejada        | XDS Astana Team         | + 0"       |
| 8. | Lionel Taminiaux     | Lotto                   | + 0"       |
| 9. | Phil Bauhaus         | Bahrain Victorious      | + 0"       |
| 10. | Tadej Pogačar        | UAE Team Emirates XRG   | + 0"       |

| \| Totaltävlingen \| Totaltävlingen \| Totaltävlingen \| Totaltävlingen \| Totaltävlingen \| \| Cyklist \| Cyklist \| Lag \| Tid \| \| \| -------------- \| -------------------- \| ----------------------- \| -------------- \| -------------- \| \| 1. \| Jonathan Milan \| Lidl-Trek \| 3t 31' 24" \| \| \| 2. \| Finn Fisher-Black \| Red Bull-Bora-Hansgrohe \| + 4" \| \| \| 3. \| Tobias Lund Andresen \| Team Picnic-PostNL \| + 6" \| \| \| 4. \| Lennert Van Eetvelt \| Lotto \| + 10" \| \| \| 5. \| Oscar Onley \| Team Picnic-PostNL \| + 10" \| \| \| 6. \| Aaron Gate \| XDS Astana Team \| + 10" \| \| \| 7. \| Harold Tejada \| XDS Astana Team \| + 10" \| \| \| 8. \| Lionel Taminiaux \| Lotto \| + 10" \| \| \| 9. \| Phil Bauhaus \| Bahrain Victorious \| + 10" \| \| \| 10. \| Tadej Pogačar \| UAE Team Emirates XRG \| + 10" \| \| |                      |                         |            |
| |                      |                         |            |
| |                      |                         |            |
| Totaltävlingen |                      |                         |            |
| Cyklist | Cyklist              | Lag                     | Tid        |
| 1. | Jonathan Milan       | Lidl-Trek               | 3t 31' 24" |
| 2. | Finn Fisher-Black    | Red Bull-Bora-Hansgrohe | + 4"       |
| 3. | Tobias Lund Andresen | Team Picnic-PostNL      | + 6"       |
| 4. | Lennert Van Eetvelt  | Lotto                   | + 10"      |
| 5. | Oscar Onley          | Team Picnic-PostNL      | + 10"      |
| 6. | Aaron Gate           | XDS Astana Team         | + 10"      |
| 7. | Harold Tejada        | XDS Astana Team         | + 10"      |
| 8. | Lionel Taminiaux     | Lotto                   | + 10"      |
| 9. | Phil Bauhaus         | Bahrain Victorious      | + 10"      |
| 10. | Tadej Pogačar        | UAE Team Emirates XRG   | + 10"      |

### 2:a etappen
| Al Ḩudayriyāt - Al Ḩudayriyāt | Tempoetapp | (12,2 km) |

| \| Placeringar i etappen \| Placeringar i etappen \| Placeringar i etappen \| Placeringar i etappen \| Placeringar i etappen \| \| Cyklist \| Cyklist \| Lag \| Tid \| \| \| --------------------- \| --------------------- \| -------------------------- \| --------------------- \| --------------------- \| \| 1. \| Josh Tarling \| Ineos Grenadiers \| 12' 55" \| \| \| 2. \| Stefan Bissegger \| Decathlon-AG2R La Mondiale \| + 13" \| \| \| 3. \| Tadej Pogačar \| UAE Team Emirates XRG \| + 18" \| \| \| 4. \| Jay Vine \| UAE Team Emirates XRG \| + 21" \| \| \| 5. \| Max Walscheid \| Team Jayco AlUla \| + 24" \| \| \| 6. \| Pablo Castrillo \| Movistar Team \| + 27" \| \| \| 7. \| Iván Romeo \| Movistar Team \| + 28" \| \| \| 8. \| Peio Bilbao \| Bahrain Victorious \| + 39" \| \| \| 9. \| Florian Vermeersch \| UAE Team Emirates XRG \| + 39" \| \| \| 10. \| Finn Fisher-Black \| Red Bull-Bora-Hansgrohe \| + 40" \| \| |                    |                            |         |
| |                    |                            |         |
| |                    |                            |         |
| Placeringar i etappen |                    |                            |         |
| Cyklist | Cyklist            | Lag                        | Tid     |
| 1. | Josh Tarling       | Ineos Grenadiers           | 12' 55" |
| 2. | Stefan Bissegger   | Decathlon-AG2R La Mondiale | + 13"   |
| 3. | Tadej Pogačar      | UAE Team Emirates XRG      | + 18"   |
| 4. | Jay Vine           | UAE Team Emirates XRG      | + 21"   |
| 5. | Max Walscheid      | Team Jayco AlUla           | + 24"   |
| 6. | Pablo Castrillo    | Movistar Team              | + 27"   |
| 7. | Iván Romeo         | Movistar Team              | + 28"   |
| 8. | Peio Bilbao        | Bahrain Victorious         | + 39"   |
| 9. | Florian Vermeersch | UAE Team Emirates XRG      | + 39"   |
| 10. | Finn Fisher-Black  | Red Bull-Bora-Hansgrohe    | + 40"   |

| \| Totaltävlingen \| Totaltävlingen \| Totaltävlingen \| Totaltävlingen \| Totaltävlingen \| \| Cyklist \| Cyklist \| Lag \| Tid \| \| \| -------------- \| ----------------- \| -------------------------- \| -------------- \| -------------- \| \| 1. \| Josh Tarling \| Ineos Grenadiers \| 3t 44' 29" \| \| \| 2. \| Stefan Bissegger \| Decathlon-AG2R La Mondiale \| + 13" \| \| \| 3. \| Tadej Pogačar \| UAE Team Emirates XRG \| + 18" \| \| \| 4. \| Jay Vine \| UAE Team Emirates XRG \| + 21" \| \| \| 5. \| Pablo Castrillo \| Movistar Team \| + 27" \| \| \| 6. \| Iván Romeo \| Movistar Team \| + 28" \| \| \| 7. \| Finn Fisher-Black \| Red Bull-Bora-Hansgrohe \| + 34" \| \| \| 8. \| Peio Bilbao \| Bahrain Victorious \| + 39" \| \| \| 9. \| Bruno Armirail \| Decathlon-AG2R La Mondiale \| + 41" \| \| \| 10. \| Harold Tejada \| XDS Astana Team \| + 42" \| \| |                   |                            |            |
| |                   |                            |            |
| |                   |                            |            |
| Totaltävlingen |                   |                            |            |
| Cyklist | Cyklist           | Lag                        | Tid        |
| 1. | Josh Tarling      | Ineos Grenadiers           | 3t 44' 29" |
| 2. | Stefan Bissegger  | Decathlon-AG2R La Mondiale | + 13"      |
| 3. | Tadej Pogačar     | UAE Team Emirates XRG      | + 18"      |
| 4. | Jay Vine          | UAE Team Emirates XRG      | + 21"      |
| 5. | Pablo Castrillo   | Movistar Team              | + 27"      |
| 6. | Iván Romeo        | Movistar Team              | + 28"      |
| 7. | Finn Fisher-Black | Red Bull-Bora-Hansgrohe    | + 34"      |
| 8. | Peio Bilbao       | Bahrain Victorious         | + 39"      |
| 9. | Bruno Armirail    | Decathlon-AG2R La Mondiale | + 41"      |
| 10. | Harold Tejada     | XDS Astana Team            | + 42"      |

### 3:e etappen
| Ras al-Khaimah - Jabal Bil ‘Ays | Bergsetapp | (179 km) |

| \| Placeringar i etappen \| Placeringar i etappen \| Placeringar i etappen \| Placeringar i etappen \| Placeringar i etappen \| \| Cyklist \| Cyklist \| Lag \| Tid \| \| \| --------------------- \| --------------------- \| -------------------------- \| --------------------- \| --------------------- \| \| 1. \| Tadej Pogačar \| UAE Team Emirates XRG \| 4t 36' 04" \| \| \| 2. \| Oscar Onley \| Team Picnic-PostNL \| + 0" \| \| \| 3. \| Felix Gall \| Decathlon-AG2R La Mondiale \| + 0" \| \| \| 4. \| Lennert Van Eetvelt \| Lotto \| + 0" \| \| \| 5. \| Giulio Ciccone \| Lidl-Trek \| + 0" \| \| \| 6. \| Finn Fisher-Black \| Red Bull-Bora-Hansgrohe \| + 0" \| \| \| 7. \| Iván Romeo \| Movistar Team \| + 4" \| \| \| 8. \| Pablo Castrillo \| Movistar Team \| + 4" \| \| \| 9. \| Matthew Riccitello \| Israel-Premier Tech \| + 4" \| \| \| 10. \| Paul Seixas \| Decathlon-AG2R La Mondiale \| + 4" \| \| |                     |                            |            |
| |                     |                            |            |
| |                     |                            |            |
| Placeringar i etappen |                     |                            |            |
| Cyklist | Cyklist             | Lag                        | Tid        |
| 1. | Tadej Pogačar       | UAE Team Emirates XRG      | 4t 36' 04" |
| 2. | Oscar Onley         | Team Picnic-PostNL         | + 0"       |
| 3. | Felix Gall          | Decathlon-AG2R La Mondiale | + 0"       |
| 4. | Lennert Van Eetvelt | Lotto                      | + 0"       |
| 5. | Giulio Ciccone      | Lidl-Trek                  | + 0"       |
| 6. | Finn Fisher-Black   | Red Bull-Bora-Hansgrohe    | + 0"       |
| 7. | Iván Romeo          | Movistar Team              | + 4"       |
| 8. | Pablo Castrillo     | Movistar Team              | + 4"       |
| 9. | Matthew Riccitello  | Israel-Premier Tech        | + 4"       |
| 10. | Paul Seixas         | Decathlon-AG2R La Mondiale | + 4"       |

| \| Totaltävlingen \| Totaltävlingen \| Totaltävlingen \| Totaltävlingen \| Totaltävlingen \| \| Cyklist \| Cyklist \| Lag \| Tid \| \| \| -------------- \| ------------------- \| ----------------------- \| -------------- \| -------------- \| \| 1. \| Tadej Pogačar \| UAE Team Emirates XRG \| 8t 20' 41" \| \| \| 2. \| Josh Tarling \| Ineos Grenadiers \| + 18" \| \| \| 3. \| Pablo Castrillo \| Movistar Team \| + 23" \| \| \| 4. \| Iván Romeo \| Movistar Team \| + 24" \| \| \| 5. \| Finn Fisher-Black \| Red Bull-Bora-Hansgrohe \| + 26" \| \| \| 6. \| Jay Vine \| UAE Team Emirates XRG \| + 33" \| \| \| 7. \| Giulio Ciccone \| Lidl-Trek \| + 34" \| \| \| 8. \| Peio Bilbao \| Bahrain Victorious \| + 35" \| \| \| 9. \| Harold Tejada \| XDS Astana Team \| + 38" \| \| \| 10. \| Lennert Van Eetvelt \| Lotto \| + 38" \| \| |                     |                         |            |
| |                     |                         |            |
| |                     |                         |            |
| Totaltävlingen |                     |                         |            |
| Cyklist | Cyklist             | Lag                     | Tid        |
| 1. | Tadej Pogačar       | UAE Team Emirates XRG   | 8t 20' 41" |
| 2. | Josh Tarling        | Ineos Grenadiers        | + 18"      |
| 3. | Pablo Castrillo     | Movistar Team           | + 23"      |
| 4. | Iván Romeo          | Movistar Team           | + 24"      |
| 5. | Finn Fisher-Black   | Red Bull-Bora-Hansgrohe | + 26"      |
| 6. | Jay Vine            | UAE Team Emirates XRG   | + 33"      |
| 7. | Giulio Ciccone      | Lidl-Trek               | + 34"      |
| 8. | Peio Bilbao         | Bahrain Victorious      | + 35"      |
| 9. | Harold Tejada       | XDS Astana Team         | + 38"      |
| 10. | Lennert Van Eetvelt | Lotto                   | + 38"      |

### 4:e etappen
| Qadfa - Umm Al Quwain | Flack etapp | (181 km) |

| \| Placeringar i etappen \| Placeringar i etappen \| Placeringar i etappen \| Placeringar i etappen \| Placeringar i etappen \| \| Cyklist \| Cyklist \| Lag \| Tid \| \| \| --------------------- \| ---------------------- \| -------------------------- \| --------------------- \| --------------------- \| \| 1. \| Jonathan Milan \| Lidl-Trek \| 4t 03' 01" \| \| \| 2. \| Tim Merlier \| Soudal Quick-Step \| + 0" \| \| \| 3. \| Jasper Philipsen \| Alpecin-Deceuninck \| + 0" \| \| \| 4. \| Daniel McLay \| Team Visma \\| Lease a Bike \| + 0" \| \| \| 5. \| Fernando Gaviria \| Movistar Team \| + 0" \| \| \| 6. \| Fabio Jakobsen \| Team Picnic-PostNL \| + 0" \| \| \| 7. \| Dylan Groenewegen \| Team Jayco AlUla \| + 0" \| \| \| 8. \| Phil Bauhaus \| Bahrain Victorious \| + 0" \| \| \| 9. \| Steffen De Schuyteneer \| Lotto \| + 0" \| \| \| 10. \| Gerben Thijssen \| Intermarché-Wanty \| + 0" \| \| |                        |                            |            |
| |                        |                            |            |
| |                        |                            |            |
| Placeringar i etappen |                        |                            |            |
| Cyklist | Cyklist                | Lag                        | Tid        |
| 1. | Jonathan Milan         | Lidl-Trek                  | 4t 03' 01" |
| 2. | Tim Merlier            | Soudal Quick-Step          | + 0"       |
| 3. | Jasper Philipsen       | Alpecin-Deceuninck         | + 0"       |
| 4. | Daniel McLay           | Team Visma \| Lease a Bike | + 0"       |
| 5. | Fernando Gaviria       | Movistar Team              | + 0"       |
| 6. | Fabio Jakobsen         | Team Picnic-PostNL         | + 0"       |
| 7. | Dylan Groenewegen      | Team Jayco AlUla           | + 0"       |
| 8. | Phil Bauhaus           | Bahrain Victorious         | + 0"       |
| 9. | Steffen De Schuyteneer | Lotto                      | + 0"       |
| 10. | Gerben Thijssen        | Intermarché-Wanty          | + 0"       |

| \| Totaltävlingen \| Totaltävlingen \| Totaltävlingen \| Totaltävlingen \| Totaltävlingen \| \| Cyklist \| Cyklist \| Lag \| Tid \| \| \| -------------- \| ------------------- \| ----------------------- \| -------------- \| -------------- \| \| 1. \| Tadej Pogačar \| UAE Team Emirates XRG \| 12t 23' 42" \| \| \| 2. \| Josh Tarling \| Ineos Grenadiers \| + 18" \| \| \| 3. \| Pablo Castrillo \| Movistar Team \| + 23" \| \| \| 4. \| Iván Romeo \| Movistar Team \| + 24" \| \| \| 5. \| Finn Fisher-Black \| Red Bull-Bora-Hansgrohe \| + 25" \| \| \| 6. \| Jay Vine \| UAE Team Emirates XRG \| + 33" \| \| \| 7. \| Giulio Ciccone \| Lidl-Trek \| + 34" \| \| \| 8. \| Peio Bilbao \| Bahrain Victorious \| + 35" \| \| \| 9. \| Harold Tejada \| XDS Astana Team \| + 38" \| \| \| 10. \| Lennert Van Eetvelt \| Lotto \| + 38" \| \| |                     |                         |             |
| |                     |                         |             |
| |                     |                         |             |
| Totaltävlingen |                     |                         |             |
| Cyklist | Cyklist             | Lag                     | Tid         |
| 1. | Tadej Pogačar       | UAE Team Emirates XRG   | 12t 23' 42" |
| 2. | Josh Tarling        | Ineos Grenadiers        | + 18"       |
| 3. | Pablo Castrillo     | Movistar Team           | + 23"       |
| 4. | Iván Romeo          | Movistar Team           | + 24"       |
| 5. | Finn Fisher-Black   | Red Bull-Bora-Hansgrohe | + 25"       |
| 6. | Jay Vine            | UAE Team Emirates XRG   | + 33"       |
| 7. | Giulio Ciccone      | Lidl-Trek               | + 34"       |
| 8. | Peio Bilbao         | Bahrain Victorious      | + 35"       |
| 9. | Harold Tejada       | XDS Astana Team         | + 38"       |
| 10. | Lennert Van Eetvelt | Lotto                   | + 38"       |

### 5:e etappen
| American University in Dubai - Dubai | Flack etapp | (160 km) |

| \| Placeringar i etappen \| Placeringar i etappen \| Placeringar i etappen \| Placeringar i etappen \| Placeringar i etappen \| \| Cyklist \| Cyklist \| Lag \| Tid \| \| \| --------------------- \| --------------------- \| ----------------------- \| --------------------- \| --------------------- \| \| 1. \| Tim Merlier \| Soudal Quick-Step \| 3t 16' 55" \| \| \| 2. \| Matteo Malucelli \| XDS Astana Team \| + 0" \| \| \| 3. \| Jonathan Milan \| Lidl-Trek \| + 0" \| \| \| 4. \| Sam Welsford \| Red Bull-Bora-Hansgrohe \| + 0" \| \| \| 5. \| Oded Kogut \| Israel-Premier Tech \| + 0" \| \| \| 6. \| Maikel Zijlaard \| Tudor Pro Cycling Team \| + 0" \| \| \| 7. \| Danny van Poppel \| Red Bull-Bora-Hansgrohe \| + 0" \| \| \| 8. \| Phil Bauhaus \| Bahrain Victorious \| + 0" \| \| \| 9. \| Elmar Reinders \| Team Jayco AlUla \| + 0" \| \| \| 10. \| Luka Mezgec \| Team Jayco AlUla \| + 0" \| \| |                  |                         |            |
| |                  |                         |            |
| |                  |                         |            |
| Placeringar i etappen |                  |                         |            |
| Cyklist | Cyklist          | Lag                     | Tid        |
| 1. | Tim Merlier      | Soudal Quick-Step       | 3t 16' 55" |
| 2. | Matteo Malucelli | XDS Astana Team         | + 0"       |
| 3. | Jonathan Milan   | Lidl-Trek               | + 0"       |
| 4. | Sam Welsford     | Red Bull-Bora-Hansgrohe | + 0"       |
| 5. | Oded Kogut       | Israel-Premier Tech     | + 0"       |
| 6. | Maikel Zijlaard  | Tudor Pro Cycling Team  | + 0"       |
| 7. | Danny van Poppel | Red Bull-Bora-Hansgrohe | + 0"       |
| 8. | Phil Bauhaus     | Bahrain Victorious      | + 0"       |
| 9. | Elmar Reinders   | Team Jayco AlUla        | + 0"       |
| 10. | Luka Mezgec      | Team Jayco AlUla        | + 0"       |

| \| Totaltävlingen \| Totaltävlingen \| Totaltävlingen \| Totaltävlingen \| Totaltävlingen \| \| Cyklist \| Cyklist \| Lag \| Tid \| \| \| -------------- \| ------------------- \| ----------------------- \| -------------- \| -------------- \| \| 1. \| Tadej Pogačar \| UAE Team Emirates XRG \| 15t 40' 34" \| \| \| 2. \| Josh Tarling \| Ineos Grenadiers \| + 21" \| \| \| 3. \| Iván Romeo \| Movistar Team \| + 27" \| \| \| 4. \| Finn Fisher-Black \| Red Bull-Bora-Hansgrohe \| + 28" \| \| \| 5. \| Jay Vine \| UAE Team Emirates XRG \| + 36" \| \| \| 6. \| Giulio Ciccone \| Lidl-Trek \| + 37" \| \| \| 7. \| Peio Bilbao \| Bahrain Victorious \| + 38" \| \| \| 8. \| Lennert Van Eetvelt \| Lotto \| + 38" \| \| \| 9. \| Harold Tejada \| XDS Astana Team \| + 41" \| \| \| 10. \| Oscar Onley \| Team Picnic-PostNL \| + 44" \| \| |                     |                         |             |
| |                     |                         |             |
| |                     |                         |             |
| Totaltävlingen |                     |                         |             |
| Cyklist | Cyklist             | Lag                     | Tid         |
| 1. | Tadej Pogačar       | UAE Team Emirates XRG   | 15t 40' 34" |
| 2. | Josh Tarling        | Ineos Grenadiers        | + 21"       |
| 3. | Iván Romeo          | Movistar Team           | + 27"       |
| 4. | Finn Fisher-Black   | Red Bull-Bora-Hansgrohe | + 28"       |
| 5. | Jay Vine            | UAE Team Emirates XRG   | + 36"       |
| 6. | Giulio Ciccone      | Lidl-Trek               | + 37"       |
| 7. | Peio Bilbao         | Bahrain Victorious      | + 38"       |
| 8. | Lennert Van Eetvelt | Lotto                   | + 38"       |
| 9. | Harold Tejada       | XDS Astana Team         | + 41"       |
| 10. | Oscar Onley         | Team Picnic-PostNL      | + 44"       |

### 6:e etappen
| Abu Dhabi - Abu Dhabi | Flack etapp | (167 km) |

| \| Placeringar i etappen \| Placeringar i etappen \| Placeringar i etappen \| Placeringar i etappen \| Placeringar i etappen \| \| Cyklist \| Cyklist \| Lag \| Tid \| \| \| --------------------- \| ---------------------- \| ------------------------------- \| --------------------- \| --------------------- \| \| 1. \| Tim Merlier \| Soudal Quick-Step \| 3t 44' 14" \| \| \| 2. \| Jasper Philipsen \| Alpecin-Deceuninck \| + 0" \| \| \| 3. \| Jonathan Milan \| Lidl-Trek \| + 0" \| \| \| 4. \| Max Walscheid \| Team Jayco AlUla \| + 0" \| \| \| 5. \| Fabio Jakobsen \| Team Picnic-PostNL \| + 0" \| \| \| 6. \| Dušan Rajović \| Team Solution Tech-Vini Fantini \| + 0" \| \| \| 7. \| Daniel Skerl \| Bahrain Victorious \| + 0" \| \| \| 8. \| Enrico Zanoncello \| VF Group-Bardiani CSF-Faizanè \| + 0" \| \| \| 9. \| Sam Welsford \| Red Bull-Bora-Hansgrohe \| + 0" \| \| \| 10. \| Steffen De Schuyteneer \| Lotto \| + 0" \| \| |                        |                                 |            |
| |                        |                                 |            |
| |                        |                                 |            |
| Placeringar i etappen |                        |                                 |            |
| Cyklist | Cyklist                | Lag                             | Tid        |
| 1. | Tim Merlier            | Soudal Quick-Step               | 3t 44' 14" |
| 2. | Jasper Philipsen       | Alpecin-Deceuninck              | + 0"       |
| 3. | Jonathan Milan         | Lidl-Trek                       | + 0"       |
| 4. | Max Walscheid          | Team Jayco AlUla                | + 0"       |
| 5. | Fabio Jakobsen         | Team Picnic-PostNL              | + 0"       |
| 6. | Dušan Rajović          | Team Solution Tech-Vini Fantini | + 0"       |
| 7. | Daniel Skerl           | Bahrain Victorious              | + 0"       |
| 8. | Enrico Zanoncello      | VF Group-Bardiani CSF-Faizanè   | + 0"       |
| 9. | Sam Welsford           | Red Bull-Bora-Hansgrohe         | + 0"       |
| 10. | Steffen De Schuyteneer | Lotto                           | + 0"       |

| \| Totaltävlingen \| Totaltävlingen \| Totaltävlingen \| Totaltävlingen \| Totaltävlingen \| \| Cyklist \| Cyklist \| Lag \| Tid \| \| \| -------------- \| ------------------- \| ----------------------- \| -------------- \| -------------- \| \| 1. \| Tadej Pogačar \| UAE Team Emirates XRG \| 19t 24' 48" \| \| \| 2. \| Josh Tarling \| Ineos Grenadiers \| + 21" \| \| \| 3. \| Iván Romeo \| Movistar Team \| + 27" \| \| \| 4. \| Finn Fisher-Black \| Red Bull-Bora-Hansgrohe \| + 28" \| \| \| 5. \| Jay Vine \| UAE Team Emirates XRG \| + 36" \| \| \| 6. \| Giulio Ciccone \| Lidl-Trek \| + 37" \| \| \| 7. \| Peio Bilbao \| Bahrain Victorious \| + 38" \| \| \| 8. \| Lennert Van Eetvelt \| Lotto \| + 38" \| \| \| 9. \| Harold Tejada \| XDS Astana Team \| + 41" \| \| \| 10. \| Oscar Onley \| Team Picnic-PostNL \| + 44" \| \| |                     |                         |             |
| |                     |                         |             |
| |                     |                         |             |
| Totaltävlingen |                     |                         |             |
| Cyklist | Cyklist             | Lag                     | Tid         |
| 1. | Tadej Pogačar       | UAE Team Emirates XRG   | 19t 24' 48" |
| 2. | Josh Tarling        | Ineos Grenadiers        | + 21"       |
| 3. | Iván Romeo          | Movistar Team           | + 27"       |
| 4. | Finn Fisher-Black   | Red Bull-Bora-Hansgrohe | + 28"       |
| 5. | Jay Vine            | UAE Team Emirates XRG   | + 36"       |
| 6. | Giulio Ciccone      | Lidl-Trek               | + 37"       |
| 7. | Peio Bilbao         | Bahrain Victorious      | + 38"       |
| 8. | Lennert Van Eetvelt | Lotto                   | + 38"       |
| 9. | Harold Tejada       | XDS Astana Team         | + 41"       |
| 10. | Oscar Onley         | Team Picnic-PostNL      | + 44"       |

### 7:e etappen
| al-Ayn - Jabal Ḩafīt | Bergsetapp | (176 km) |

| \| Placeringar i etappen \| Placeringar i etappen \| Placeringar i etappen \| Placeringar i etappen \| Placeringar i etappen \| \| Cyklist \| Cyklist \| Lag \| Tid \| \| \| --------------------- \| --------------------- \| ----------------------- \| --------------------- \| --------------------- \| \| 1. \| Tadej Pogačar \| UAE Team Emirates XRG \| 3t 43' 04" \| \| \| 2. \| Giulio Ciccone \| Lidl-Trek \| + 33" \| \| \| 3. \| Peio Bilbao \| Bahrain Victorious \| + 35" \| \| \| 4. \| Iván Romeo \| Movistar Team \| + 49" \| \| \| 5. \| Oscar Onley \| Team Picnic-PostNL \| + 1' 16" \| \| \| 6. \| Pablo Castrillo \| Movistar Team \| + 1' 25" \| \| \| 7. \| Finn Fisher-Black \| Red Bull-Bora-Hansgrohe \| + 2' 05" \| \| \| 8. \| William Junior Lecerf \| Soudal Quick-Step \| + 2' 11" \| \| \| 9. \| Patrick Konrad \| Lidl-Trek \| + 2' 31" \| \| \| 10. \| Ramses Debruyne \| Alpecin-Deceuninck \| + 2' 49" \| \| |                       |                         |            |
| |                       |                         |            |
| |                       |                         |            |
| Placeringar i etappen |                       |                         |            |
| Cyklist | Cyklist               | Lag                     | Tid        |
| 1. | Tadej Pogačar         | UAE Team Emirates XRG   | 3t 43' 04" |
| 2. | Giulio Ciccone        | Lidl-Trek               | + 33"      |
| 3. | Peio Bilbao           | Bahrain Victorious      | + 35"      |
| 4. | Iván Romeo            | Movistar Team           | + 49"      |
| 5. | Oscar Onley           | Team Picnic-PostNL      | + 1' 16"   |
| 6. | Pablo Castrillo       | Movistar Team           | + 1' 25"   |
| 7. | Finn Fisher-Black     | Red Bull-Bora-Hansgrohe | + 2' 05"   |
| 8. | William Junior Lecerf | Soudal Quick-Step       | + 2' 11"   |
| 9. | Patrick Konrad        | Lidl-Trek               | + 2' 31"   |
| 10. | Ramses Debruyne       | Alpecin-Deceuninck      | + 2' 49"   |

## Resultat

### Sammanlagt
| \| Totaltävlingen \| Totaltävlingen \| Totaltävlingen \| Totaltävlingen \| Totaltävlingen \| \| Cyklist \| Cyklist \| Lag \| Tid \| \| \| -------------- \| --------------------- \| ----------------------- \| -------------- \| -------------- \| \| 1. \| Tadej Pogačar \| UAE Team Emirates XRG \| 23t 08' 00" \| \| \| 2. \| Giulio Ciccone \| Lidl-Trek \| + 1' 14" \| \| \| 3. \| Peio Bilbao \| Bahrain Victorious \| + 1' 19" \| \| \| 4. \| Iván Romeo \| Movistar Team \| + 1' 26" \| \| \| 5. \| Oscar Onley \| Team Picnic-PostNL \| + 2' 10" \| \| \| 6. \| Finn Fisher-Black \| Red Bull-Bora-Hansgrohe \| + 2' 43" \| \| \| 7. \| Pablo Castrillo \| Movistar Team \| + 2' 59" \| \| \| 8. \| William Junior Lecerf \| Soudal Quick-Step \| + 3' 49" \| \| \| 9. \| Harold Tejada \| XDS Astana Team \| + 3' 52" \| \| \| 10. \| Patrick Konrad \| Lidl-Trek \| + 4' 00" \| \| |                       |                         |             |
| |                       |                         |             |
| Källa: ProCyclingStats |                       |                         |             |
| Totaltävlingen |                       |                         |             |
| Cyklist | Cyklist               | Lag                     | Tid         |
| 1. | Tadej Pogačar         | UAE Team Emirates XRG   | 23t 08' 00" |
| 2. | Giulio Ciccone        | Lidl-Trek               | + 1' 14"    |
| 3. | Peio Bilbao           | Bahrain Victorious      | + 1' 19"    |
| 4. | Iván Romeo            | Movistar Team           | + 1' 26"    |
| 5. | Oscar Onley           | Team Picnic-PostNL      | + 2' 10"    |
| 6. | Finn Fisher-Black     | Red Bull-Bora-Hansgrohe | + 2' 43"    |
| 7. | Pablo Castrillo       | Movistar Team           | + 2' 59"    |
| 8. | William Junior Lecerf | Soudal Quick-Step       | + 3' 49"    |
| 9. | Harold Tejada         | XDS Astana Team         | + 3' 52"    |
| 10. | Patrick Konrad        | Lidl-Trek               | + 4' 00"    |

### Övriga tävlingar
| Poängtävlingen | Poängtävlingen      | Poängtävlingen                  | Poängtävlingen | Poängtävlingen |
| Cyklist        | Cyklist             | Lag                             | Poäng          |                |
| -------------- | ------------------- | ------------------------------- | -------------- | -------------- |
| 1.             | Jonathan Milan      | Lidl-Trek                       | 81 poäng       |                |
| 2.             | Tadej Pogačar       | UAE Team Emirates XRG           | 62 poäng       |                |
| 3.             | Tim Merlier         | Soudal Quick-Step               | 59 poäng       |                |
| 4.             | Đorđe Đurić         | Team Solution Tech-Vini Fantini | 46 poäng       |                |
| 5.             | Carlos Samudio      | Team Solution Tech-Vini Fantini | 38 poäng       |                |
| 6.             | Manuele Tarozzi     | VF Group-Bardiani CSF-Faizanè   | 33 poäng       |                |
| 7.             | Oscar Onley         | Team Picnic-PostNL              | 30 poäng       |                |
| 8.             | Finn Fisher-Black   | Red Bull-Bora-Hansgrohe         | 29 poäng       |                |
| 9.             | Lennert Van Eetvelt | Lotto                           | 26 poäng       |                |
| 10.            | Giulio Ciccone      | Lidl-Trek                       | 23 poäng       |                |

| Poängtävlingen | Poängtävlingen      | Poängtävlingen                  | Poängtävlingen | Poängtävlingen |
| Cyklist        | Cyklist             | Lag                             | Poäng          |                |
| -------------- | ------------------- | ------------------------------- | -------------- | -------------- |
| 1.             | Jonathan Milan      | Lidl-Trek                       | 81 poäng       |                |
| 2.             | Tadej Pogačar       | UAE Team Emirates XRG           | 62 poäng       |                |
| 3.             | Tim Merlier         | Soudal Quick-Step               | 59 poäng       |                |
| 4.             | Đorđe Đurić         | Team Solution Tech-Vini Fantini | 46 poäng       |                |
| 5.             | Carlos Samudio      | Team Solution Tech-Vini Fantini | 38 poäng       |                |
| 6.             | Manuele Tarozzi     | VF Group-Bardiani CSF-Faizanè   | 33 poäng       |                |
| 7.             | Oscar Onley         | Team Picnic-PostNL              | 30 poäng       |                |
| 8.             | Finn Fisher-Black   | Red Bull-Bora-Hansgrohe         | 29 poäng       |                |
| 9.             | Lennert Van Eetvelt | Lotto                           | 26 poäng       |                |
| 10.            | Giulio Ciccone      | Lidl-Trek                       | 23 poäng       |                |

| Lagtävlingen | Lagtävlingen                    | Lagtävlingen | Lagtävlingen |
| Lag          | Lag                             | Tid          |              |
| ------------ | ------------------------------- | ------------ | ------------ |
| 1.           | Movistar Team                   | 69t 35' 16"  |              |
| 2.           | Lidl-Trek                       | + 6' 03"     |              |
| 3.           | Bahrain-Victorious              | + 7' 53"     |              |
| 4.           | Red Bull-BORA-hansgrohe         | + 9' 43"     |              |
| 5.           | Decathlon AG2R La Mondiale Team | + 10' 38"    |              |

| Lagtävlingen | Lagtävlingen                    | Lagtävlingen | Lagtävlingen |
| Lag          | Lag                             | Tid          |              |
| ------------ | ------------------------------- | ------------ | ------------ |
| 1.           | Movistar Team                   | 69t 35' 16"  |              |
| 2.           | Lidl-Trek                       | + 6' 03"     |              |
| 3.           | Bahrain-Victorious              | + 7' 53"     |              |
| 4.           | Red Bull-BORA-hansgrohe         | + 9' 43"     |              |
| 5.           | Decathlon AG2R La Mondiale Team | + 10' 38"    |              |

| Ungdomstävlingen | Ungdomstävlingen      | Ungdomstävlingen              | Ungdomstävlingen | Ungdomstävlingen |
| Cyklist          | Cyklist               | Lag                           | Tid              |                  |
| ---------------- | --------------------- | ----------------------------- | ---------------- | ---------------- |
| 1.               | Iván Romeo            | Movistar Team                 | 23t 10' 08"      |                  |
| 2.               | Oscar Onley           | Team Picnic-PostNL            | + 44"            |                  |
| 3.               | Finn Fisher-Black     | Red Bull-Bora-Hansgrohe       | + 1' 17"         |                  |
| 4.               | Pablo Castrillo       | Movistar Team                 | + 1' 33"         |                  |
| 5.               | William Junior Lecerf | Soudal Quick-Step             | + 2' 23"         |                  |
| 6.               | Lennert Van Eetvelt   | Lotto                         | + 3' 17"         |                  |
| 7.               | Georg Steinhauser     | EF Education-EasyPost         | + 3' 35"         |                  |
| 8.               | Matthew Riccitello    | Israel-Premier Tech           | + 4' 55"         |                  |
| 9.               | Alessandro Pinarello  | VF Group-Bardiani CSF-Faizanè | + 5' 55"         |                  |
| 10.              | Josh Tarling          | Ineos Grenadiers              | + 6' 54"         |                  |

| Ungdomstävlingen | Ungdomstävlingen      | Ungdomstävlingen              | Ungdomstävlingen | Ungdomstävlingen |
| Cyklist          | Cyklist               | Lag                           | Tid              |                  |
| ---------------- | --------------------- | ----------------------------- | ---------------- | ---------------- |
| 1.               | Iván Romeo            | Movistar Team                 | 23t 10' 08"      |                  |
| 2.               | Oscar Onley           | Team Picnic-PostNL            | + 44"            |                  |
| 3.               | Finn Fisher-Black     | Red Bull-Bora-Hansgrohe       | + 1' 17"         |                  |
| 4.               | Pablo Castrillo       | Movistar Team                 | + 1' 33"         |                  |
| 5.               | William Junior Lecerf | Soudal Quick-Step             | + 2' 23"         |                  |
| 6.               | Lennert Van Eetvelt   | Lotto                         | + 3' 17"         |                  |
| 7.               | Georg Steinhauser     | EF Education-EasyPost         | + 3' 35"         |                  |
| 8.               | Matthew Riccitello    | Israel-Premier Tech           | + 4' 55"         |                  |
| 9.               | Alessandro Pinarello  | VF Group-Bardiani CSF-Faizanè | + 5' 55"         |                  |
| 10.              | Josh Tarling          | Ineos Grenadiers              | + 6' 54"         |                  |

## Startlista
| Lotto LOT               | Lotto LOT                    | Lotto LOT |
| ----------------------- | ---------------------------- | --------- |
| #                       | Cyklist                      | Placering |
| 1                       | Lennert Van Eetvelt (BEL)    | 11.       |
| 2                       | Lars Craps (BEL)             | DNS-6     |
| 3                       | Logan Currie (NZL)           | 85.       |
| 4                       | Steffen De Schuyteneer (BEL) | 69.       |
| 5                       | Lionel Taminiaux (BEL)       | 107.      |
| 6                       | Reuben Thompson (NZL)        | 44.       |
| 7                       | Jonas Gregaard (DEN)         | 104.      |
| Sportchef : Mario Aerts |                              |           |

| Alpecin-Deceuninck ADC                       | Alpecin-Deceuninck ADC      | Alpecin-Deceuninck ADC |
| -------------------------------------------- | --------------------------- | ---------------------- |
| #                                            | Cyklist                     | Placering              |
| 11                                           | Jasper Philipsen (BEL)      | 77.                    |
| 12                                           | Ramses Debruyne (BEL)       | 41.                    |
| 13                                           | Silvan Dillier (SUI)        | 80.                    |
| 14                                           | Robbe Ghys (BEL)            | 68.                    |
| 15                                           | Timo Kielich (BEL)          | 49.                    |
| 16                                           | Johan Price-Pejtersen (DEN) | 113.                   |
| 17                                           | Jonas Rickaert (BEL)        | 53.                    |
| Sportchef : Jens Keukeleire, Gianni Meersman |                             |                        |

| Bahrain Victorious TBV                        | Bahrain Victorious TBV   | Bahrain Victorious TBV |
| --------------------------------------------- | ------------------------ | ---------------------- |
| #                                             | Cyklist                  | Placering              |
| 21                                            | Peio Bilbao (ESP)        | 3.                     |
| 22                                            | Rainer Kepplinger (AUT)  | 13.                    |
| 23                                            | Daniel Skerl (ITA)       | 97.                    |
| 24                                            | Phil Bauhaus (GER)       | 71.                    |
| 25                                            | Andrea Pasqualon (ITA)   | 59.                    |
| 26                                            | Torstein Træen (NOR)     | DNF-7                  |
| 27                                            | Max van der Meulen (NED) | 37.                    |
| Sportchef : Neil Stephens, Ioánnis Tamourídis |                          |                        |

| Decathlon-AG2R La Mondiale DAT             | Decathlon-AG2R La Mondiale DAT | Decathlon-AG2R La Mondiale DAT |
| ------------------------------------------ | ------------------------------ | ------------------------------ |
| #                                          | Cyklist                        | Placering                      |
| 31                                         | Bruno Armirail (FRA)           | 20.                            |
| 32                                         | Stefan Bissegger (SUI)         | 81.                            |
| 33                                         | Geoffrey Bouchard (FRA)        | 34.                            |
| 34                                         | Felix Gall (AUT)               | 18.                            |
| 35                                         | Rasmus Søjberg Pedersen (DEN)  | 86.                            |
| 36                                         | Gianluca Pollefliet (BEL)      | 110.                           |
| 37                                         | Paul Seixas (FRA)              | DNS-6                          |
| Sportchef : Cyril Dessel, Artūras Kasputis |                                |                                |

| EF Education-EasyPost EFE              | EF Education-EasyPost EFE   | EF Education-EasyPost EFE |
| -------------------------------------- | --------------------------- | ------------------------- |
| #                                      | Cyklist                     | Placering                 |
| 41                                     | Esteban Chaves (COL)        | 25.                       |
| 42                                     | Hugh Carthy (GBR)           | 62.                       |
| 43                                     | Alastair MacKellar (AUS)    | 40.                       |
| 44                                     | Sean Quinn (USA) (landsväg) | DNS-3                     |
| 45                                     | Jack Rootkin-Gray (GBR)     | DNF-7                     |
| 46                                     | Georg Steinhauser (GER)     | 12.                       |
| 47                                     | Jardi van der Lee (NED)     | 73.                       |
| Sportchef : Tom Southam, Ken Vanmarcke |                             |                           |

| Ineos Grenadiers IGD                       | Ineos Grenadiers IGD           | Ineos Grenadiers IGD |
| ------------------------------------------ | ------------------------------ | -------------------- |
| #                                          | Cyklist                        | Placering            |
| 51                                         | Josh Tarling (GBR) (tempolopp) | 21.                  |
| 52                                         | Jonathan Castroviejo (ESP)     | 50.                  |
| 53                                         | Kim Heiduk (GER)               | 65.                  |
| 54                                         | Victor Langellotti (MON)       | DNS-6                |
| 55                                         | Michael Leonard (CAN)          | 74.                  |
| 56                                         | Carlos Rodríguez (ESP)         | DNS-7                |
| 57                                         | Ben Swift (GBR)                | 46.                  |
| Sportchef : Leonardo Basso, Oliver Cookson |                                |                      |

| Intermarché-Wanty IWA                            | Intermarché-Wanty IWA | Intermarché-Wanty IWA |
| ------------------------------------------------ | --------------------- | --------------------- |
| #                                                | Cyklist               | Placering             |
| 61                                               | Gerben Kuypers (BEL)  | 58.                   |
| 62                                               | Kevin Colleoni (ITA)  | 35.                   |
| 63                                               | Kobe Goossens (BEL)   | 27.                   |
| 64                                               | Simone Petilli (ITA)  | 42.                   |
| 65                                               | Adrien Petit (FRA)    | DNF-7                 |
| 66                                               | Gerben Thijssen (BEL) | 89.                   |
| 67                                               | Gijs Van Hoecke (BEL) | 56.                   |
| Sportchef : Steven De Neef, Pieter Vanspeybrouck |                       |                       |

| Israel-Premier Tech IPT                     | Israel-Premier Tech IPT                   | Israel-Premier Tech IPT |
| ------------------------------------------- | ----------------------------------------- | ----------------------- |
| #                                           | Cyklist                                   | Placering               |
| 71                                          | Chris Froome (GBR)                        | DNF-7                   |
| 72                                          | Pier-André Côté (CAN)                     | 39.                     |
| 73                                          | Jan Hirt (CZE)                            | 36.                     |
| 74                                          | Oded Kogut (ISR) (landsväg och tempolopp) | 101.                    |
| 75                                          | Alexej Lutsenko (KAZ)                     | 28.                     |
| 76                                          | Nadav Raisberg (ISR)                      | 47.                     |
| 77                                          | Matthew Riccitello (USA)                  | 17.                     |
| Sportchef : Alexander Cataford, Dror Pekatz |                                           |                         |

| Lidl-Trek LTK                           | Lidl-Trek LTK                            | Lidl-Trek LTK |
| --------------------------------------- | ---------------------------------------- | ------------- |
| #                                       | Cyklist                                  | Placering     |
| 81                                      | Giulio Ciccone (ITA)                     | 2.            |
| 82                                      | Simone Consonni (ITA)                    | 102.          |
| 83                                      | Amanuel Gebrezgabihier (ERI) (tempolopp) | 72.           |
| 84                                      | Daan Hoole (NED)                         | 33.           |
| 85                                      | Patrick Konrad (AUT)                     | 10.           |
| 86                                      | Jonathan Milan (ITA)                     | 78.           |
| 87                                      | Edward Theuns (BEL)                      | 90.           |
| Sportchef : Adriano Baffi, Grégory Rast |                                          |               |

| Movistar Team MOV         | Movistar Team MOV      | Movistar Team MOV |
| ------------------------- | ---------------------- | ----------------- |
| #                         | Cyklist                | Placering         |
| 91                        | Einer Rubio (COL)      | 16.               |
| 92                        | William Barta (USA)    | 32.               |
| 93                        | Pablo Castrillo (ESP)  | 7.                |
| 94                        | Davide Cimolai (ITA)   | 93.               |
| 95                        | Fernando Gaviria (COL) | DNS-6             |
| 96                        | Manlio Moro (ITA)      | 84.               |
| 97                        | Iván Romeo (ESP)       | 4.                |
| Sportchef : Pablo Lastras |                        |                   |

| Red Bull-Bora-Hansgrohe RBH                | Red Bull-Bora-Hansgrohe RBH         | Red Bull-Bora-Hansgrohe RBH |
| ------------------------------------------ | ----------------------------------- | --------------------------- |
| #                                          | Cyklist                             | Placering                   |
| 101                                        | Finn Fisher-Black (NZL) (tempolopp) | 6.                          |
| 102                                        | Filip Maciejuk (POL)                | 82.                         |
| 103                                        | Ryan Mullen (IRL)                   | 51.                         |
| 104                                        | Anton Palzer (GER)                  | 31.                         |
| 105                                        | Danny van Poppel (NED)              | 61.                         |
| 106                                        | Sam Welsford (AUS)                  | 99.                         |
| 107                                        | Ben Zwiehoff (GER)                  | 24.                         |
| Sportchef : Shane Archbold, Gregor Gazvoda |                                     |                             |

| Team Solution Tech-Vini Fantini TFT | Team Solution Tech-Vini Fantini TFT | Team Solution Tech-Vini Fantini TFT |
| ----------------------------------- | ----------------------------------- | ----------------------------------- |
| #                                   | Cyklist                             | Placering                           |
| 111                                 | Kristian Sbaragli (ITA)             | 52.                                 |
| 112                                 | Đorđe Đurić (SRB)                   | 116.                                |
| 113                                 | Filippo Fortin (ITA)                | 91.                                 |
| 114                                 | Roberto González (PAN)              | 29.                                 |
| 115                                 | Lorenzo Quartucci (ITA)             | 26.                                 |
| 116                                 | Dušan Rajović (SRB)                 | 92.                                 |
| 117                                 | Carlos Samudio (PAN)                | 60.                                 |
| Sportchef : Serge Parsani           |                                     |                                     |

| Soudal Quick-Step SOQ                       | Soudal Quick-Step SOQ        | Soudal Quick-Step SOQ |
| ------------------------------------------- | ---------------------------- | --------------------- |
| #                                           | Cyklist                      | Placering             |
| 121                                         | Tim Merlier (BEL) (landsväg) | 79.                   |
| 122                                         | Ayco Bastiaens (BEL)         | 103.                  |
| 123                                         | Josef Černý (CZE)            | 108.                  |
| 124                                         | Pascal Eenkhoorn (NED)       | 30.                   |
| 125                                         | William Junior Lecerf (BEL)  | 8.                    |
| 126                                         | Casper Pedersen (DEN)        | 75.                   |
| 127                                         | Bert Van Lerberghe (BEL)     | 94.                   |
| Sportchef : Klaas Lodewyck, Geert Van Bondt |                              |                       |

| Team Jayco AlUla JAY                          | Team Jayco AlUla JAY               | Team Jayco AlUla JAY |
| --------------------------------------------- | ---------------------------------- | -------------------- |
| #                                             | Cyklist                            | Placering            |
| 131                                           | Dylan Groenewegen (NED) (landsväg) | DNS-6                |
| 132                                           | Robert Donaldson (GBR)             | 67.                  |
| 133                                           | Luke Durbridge (AUS) (landsväg)    | 43.                  |
| 134                                           | Chris Harper (AUS)                 | DNS-1                |
| 135                                           | Luka Mezgec (SLO)                  | 96.                  |
| 136                                           | Elmar Reinders (NED)               | 83.                  |
| 137                                           | Max Walscheid (GER)                | 45.                  |
| Sportchef : Tristan Hoffman, David McPartland |                                    |                      |

| Team Picnic-PostNL TPP                 | Team Picnic-PostNL TPP     | Team Picnic-PostNL TPP |
| -------------------------------------- | -------------------------- | ---------------------- |
| #                                      | Cyklist                    | Placering              |
| 141                                    | Fabio Jakobsen (NED)       | 105.                   |
| 142                                    | Tobias Lund Andresen (DEN) | 57.                    |
| 143                                    | Alexander Edmondson (AUS)  | 64.                    |
| 144                                    | Enzo Leijnse (NED)         | 95.                    |
| 145                                    | Niklas Märkl (GER)         | 63.                    |
| 146                                    | Oscar Onley (GBR)          | 5.                     |
| 147                                    | Julius van den Berg (NED)  | 109.                   |
| Sportchef : Roy Curvers, Joey van Rhee |                            |                        |

| Team Visma \| Lease a Bike TVL       | Team Visma \| Lease a Bike TVL | Team Visma \| Lease a Bike TVL |
| ------------------------------------ | ------------------------------ | ------------------------------ |
| #                                    | Cyklist                        | Placering                      |
| 151                                  | Olav Kooij (NED)               | DNS-2                          |
| 152                                  | Niklas Behrens (GER)           | DNF-7                          |
| 153                                  | Thomas Gloag (GBR)             | DNF-4                          |
| 154                                  | Bart Lemmen (NED)              | 23.                            |
| 155                                  | Daniel McLay (GBR)             | DNF-7                          |
| 156                                  | Tosh Van der Sande (BEL)       | 55.                            |
| 157                                  | Julien Vermote (BEL)           | DNS-2                          |
| Sportchef : Marc Reef, Jesper Mørkøv |                                |                                |

| Tudor Pro Cycling Team TUD               | Tudor Pro Cycling Team TUD     | Tudor Pro Cycling Team TUD |
| ---------------------------------------- | ------------------------------ | -------------------------- |
| #                                        | Cyklist                        | Placering                  |
| 161                                      | Michael Storer (AUS)           | 15.                        |
| 162                                      | Sebastian Kolze Changizi (DEN) | 117.                       |
| 163                                      | Arvid de Kleijn (NED)          | DNF-7                      |
| 164                                      | Arthur Kluckers (LUX)          | 100.                       |
| 165                                      | Alexander Krieger (GER)        | 115.                       |
| 166                                      | Hannes Wilksch (GER)           | 38.                        |
| 167                                      | Maikel Zijlaard (NED)          | DNF-7                      |
| Sportchef : Marcel Sieberg, Boris Zimine |                                |                            |

| UAE Team Emirates XRG UAD                             | UAE Team Emirates XRG UAD      | UAE Team Emirates XRG UAD |
| ----------------------------------------------------- | ------------------------------ | ------------------------- |
| #                                                     | Cyklist                        | Placering                 |
| 171                                                   | Tadej Pogačar (SLO) (landsväg) | 1.                        |
| 172                                                   | Mikkel Bjerg (DEN)             | 112.                      |
| 173                                                   | Rune Herregodts (BEL)          | 48.                       |
| 174                                                   | Juan Sebastián Molano (COL)    | DNS-2                     |
| 175                                                   | Domen Novak (SLO) (landsväg)   | 76.                       |
| 176                                                   | Florian Vermeersch (BEL)       | 70.                       |
| 177                                                   | Jay Vine (AUS)                 | 14.                       |
| Sportchef : Andrej Hauptman, Yousef Mirza Bani Hammad |                                |                           |

| VF Group-Bardiani CSF-Faizanè VBF                | VF Group-Bardiani CSF-Faizanè VBF | VF Group-Bardiani CSF-Faizanè VBF |
| ------------------------------------------------ | --------------------------------- | --------------------------------- |
| #                                                | Cyklist                           | Placering                         |
| 181                                              | Filippo Fiorelli (ITA)            | 114.                              |
| 182                                              | Federico Biagini (ITA)            | DNF-6                             |
| 183                                              | Lorenzo Conforti (ITA)            | 111.                              |
| 184                                              | Alessandro Pinarello (ITA)        | 19.                               |
| 185                                              | Mattia Pinazzi (ITA)              | 106.                              |
| 186                                              | Manuele Tarozzi (ITA)             | 98.                               |
| 187                                              | Enrico Zanoncello (ITA)           | 87.                               |
| Sportchef : Alessandro Donati, Roberto Reverberi |                                   |                                   |

| XDS Astana Team XAT                      | XDS Astana Team XAT    | XDS Astana Team XAT |
| ---------------------------------------- | ---------------------- | ------------------- |
| #                                        | Cyklist                | Placering           |
| 191                                      | Sergio Higuita (COL)   | DNS-5               |
| 192                                      | Aaron Gate (NZL)       | 54.                 |
| 193                                      | Florian Kajamini (ITA) | 22.                 |
| 194                                      | Matteo Malucelli (ITA) | DNS-7               |
| 195                                      | Ide Schelling (NED)    | 66.                 |
| 196                                      | Su Haoyu (CHN)         | 88.                 |
| 197                                      | Harold Tejada (COL)    | 9.                  |
| Sportchef : Mark Renshaw, Peter Kennaugh |                        |                     |

| Lotto LOT               | Lotto LOT                    | Lotto LOT |
| ----------------------- | ---------------------------- | --------- |
| #                       | Cyklist                      | Placering |
| 1                       | Lennert Van Eetvelt (BEL)    | 11.       |
| 2                       | Lars Craps (BEL)             | DNS-6     |
| 3                       | Logan Currie (NZL)           | 85.       |
| 4                       | Steffen De Schuyteneer (BEL) | 69.       |
| 5                       | Lionel Taminiaux (BEL)       | 107.      |
| 6                       | Reuben Thompson (NZL)        | 44.       |
| 7                       | Jonas Gregaard (DEN)         | 104.      |
| Sportchef : Mario Aerts |                              |           |

| Alpecin-Deceuninck ADC                       | Alpecin-Deceuninck ADC      | Alpecin-Deceuninck ADC |
| -------------------------------------------- | --------------------------- | ---------------------- |
| #                                            | Cyklist                     | Placering              |
| 11                                           | Jasper Philipsen (BEL)      | 77.                    |
| 12                                           | Ramses Debruyne (BEL)       | 41.                    |
| 13                                           | Silvan Dillier (SUI)        | 80.                    |
| 14                                           | Robbe Ghys (BEL)            | 68.                    |
| 15                                           | Timo Kielich (BEL)          | 49.                    |
| 16                                           | Johan Price-Pejtersen (DEN) | 113.                   |
| 17                                           | Jonas Rickaert (BEL)        | 53.                    |
| Sportchef : Jens Keukeleire, Gianni Meersman |                             |                        |

| Bahrain Victorious TBV                        | Bahrain Victorious TBV   | Bahrain Victorious TBV |
| --------------------------------------------- | ------------------------ | ---------------------- |
| #                                             | Cyklist                  | Placering              |
| 21                                            | Peio Bilbao (ESP)        | 3.                     |
| 22                                            | Rainer Kepplinger (AUT)  | 13.                    |
| 23                                            | Daniel Skerl (ITA)       | 97.                    |
| 24                                            | Phil Bauhaus (GER)       | 71.                    |
| 25                                            | Andrea Pasqualon (ITA)   | 59.                    |
| 26                                            | Torstein Træen (NOR)     | DNF-7                  |
| 27                                            | Max van der Meulen (NED) | 37.                    |
| Sportchef : Neil Stephens, Ioánnis Tamourídis |                          |                        |

| Decathlon-AG2R La Mondiale DAT             | Decathlon-AG2R La Mondiale DAT | Decathlon-AG2R La Mondiale DAT |
| ------------------------------------------ | ------------------------------ | ------------------------------ |
| #                                          | Cyklist                        | Placering                      |
| 31                                         | Bruno Armirail (FRA)           | 20.                            |
| 32                                         | Stefan Bissegger (SUI)         | 81.                            |
| 33                                         | Geoffrey Bouchard (FRA)        | 34.                            |
| 34                                         | Felix Gall (AUT)               | 18.                            |
| 35                                         | Rasmus Søjberg Pedersen (DEN)  | 86.                            |
| 36                                         | Gianluca Pollefliet (BEL)      | 110.                           |
| 37                                         | Paul Seixas (FRA)              | DNS-6                          |
| Sportchef : Cyril Dessel, Artūras Kasputis |                                |                                |

| EF Education-EasyPost EFE              | EF Education-EasyPost EFE   | EF Education-EasyPost EFE |
| -------------------------------------- | --------------------------- | ------------------------- |
| #                                      | Cyklist                     | Placering                 |
| 41                                     | Esteban Chaves (COL)        | 25.                       |
| 42                                     | Hugh Carthy (GBR)           | 62.                       |
| 43                                     | Alastair MacKellar (AUS)    | 40.                       |
| 44                                     | Sean Quinn (USA) (landsväg) | DNS-3                     |
| 45                                     | Jack Rootkin-Gray (GBR)     | DNF-7                     |
| 46                                     | Georg Steinhauser (GER)     | 12.                       |
| 47                                     | Jardi van der Lee (NED)     | 73.                       |
| Sportchef : Tom Southam, Ken Vanmarcke |                             |                           |

| Ineos Grenadiers IGD                       | Ineos Grenadiers IGD           | Ineos Grenadiers IGD |
| ------------------------------------------ | ------------------------------ | -------------------- |
| #                                          | Cyklist                        | Placering            |
| 51                                         | Josh Tarling (GBR) (tempolopp) | 21.                  |
| 52                                         | Jonathan Castroviejo (ESP)     | 50.                  |
| 53                                         | Kim Heiduk (GER)               | 65.                  |
| 54                                         | Victor Langellotti (MON)       | DNS-6                |
| 55                                         | Michael Leonard (CAN)          | 74.                  |
| 56                                         | Carlos Rodríguez (ESP)         | DNS-7                |
| 57                                         | Ben Swift (GBR)                | 46.                  |
| Sportchef : Leonardo Basso, Oliver Cookson |                                |                      |

| Intermarché-Wanty IWA                            | Intermarché-Wanty IWA | Intermarché-Wanty IWA |
| ------------------------------------------------ | --------------------- | --------------------- |
| #                                                | Cyklist               | Placering             |
| 61                                               | Gerben Kuypers (BEL)  | 58.                   |
| 62                                               | Kevin Colleoni (ITA)  | 35.                   |
| 63                                               | Kobe Goossens (BEL)   | 27.                   |
| 64                                               | Simone Petilli (ITA)  | 42.                   |
| 65                                               | Adrien Petit (FRA)    | DNF-7                 |
| 66                                               | Gerben Thijssen (BEL) | 89.                   |
| 67                                               | Gijs Van Hoecke (BEL) | 56.                   |
| Sportchef : Steven De Neef, Pieter Vanspeybrouck |                       |                       |

| Israel-Premier Tech IPT                     | Israel-Premier Tech IPT                   | Israel-Premier Tech IPT |
| ------------------------------------------- | ----------------------------------------- | ----------------------- |
| #                                           | Cyklist                                   | Placering               |
| 71                                          | Chris Froome (GBR)                        | DNF-7                   |
| 72                                          | Pier-André Côté (CAN)                     | 39.                     |
| 73                                          | Jan Hirt (CZE)                            | 36.                     |
| 74                                          | Oded Kogut (ISR) (landsväg och tempolopp) | 101.                    |
| 75                                          | Alexej Lutsenko (KAZ)                     | 28.                     |
| 76                                          | Nadav Raisberg (ISR)                      | 47.                     |
| 77                                          | Matthew Riccitello (USA)                  | 17.                     |
| Sportchef : Alexander Cataford, Dror Pekatz |                                           |                         |

| Lidl-Trek LTK                           | Lidl-Trek LTK                            | Lidl-Trek LTK |
| --------------------------------------- | ---------------------------------------- | ------------- |
| #                                       | Cyklist                                  | Placering     |
| 81                                      | Giulio Ciccone (ITA)                     | 2.            |
| 82                                      | Simone Consonni (ITA)                    | 102.          |
| 83                                      | Amanuel Gebrezgabihier (ERI) (tempolopp) | 72.           |
| 84                                      | Daan Hoole (NED)                         | 33.           |
| 85                                      | Patrick Konrad (AUT)                     | 10.           |
| 86                                      | Jonathan Milan (ITA)                     | 78.           |
| 87                                      | Edward Theuns (BEL)                      | 90.           |
| Sportchef : Adriano Baffi, Grégory Rast |                                          |               |

| Movistar Team MOV         | Movistar Team MOV      | Movistar Team MOV |
| ------------------------- | ---------------------- | ----------------- |
| #                         | Cyklist                | Placering         |
| 91                        | Einer Rubio (COL)      | 16.               |
| 92                        | William Barta (USA)    | 32.               |
| 93                        | Pablo Castrillo (ESP)  | 7.                |
| 94                        | Davide Cimolai (ITA)   | 93.               |
| 95                        | Fernando Gaviria (COL) | DNS-6             |
| 96                        | Manlio Moro (ITA)      | 84.               |
| 97                        | Iván Romeo (ESP)       | 4.                |
| Sportchef : Pablo Lastras |                        |                   |

| Red Bull-Bora-Hansgrohe RBH                | Red Bull-Bora-Hansgrohe RBH         | Red Bull-Bora-Hansgrohe RBH |
| ------------------------------------------ | ----------------------------------- | --------------------------- |
| #                                          | Cyklist                             | Placering                   |
| 101                                        | Finn Fisher-Black (NZL) (tempolopp) | 6.                          |
| 102                                        | Filip Maciejuk (POL)                | 82.                         |
| 103                                        | Ryan Mullen (IRL)                   | 51.                         |
| 104                                        | Anton Palzer (GER)                  | 31.                         |
| 105                                        | Danny van Poppel (NED)              | 61.                         |
| 106                                        | Sam Welsford (AUS)                  | 99.                         |
| 107                                        | Ben Zwiehoff (GER)                  | 24.                         |
| Sportchef : Shane Archbold, Gregor Gazvoda |                                     |                             |

| Team Solution Tech-Vini Fantini TFT | Team Solution Tech-Vini Fantini TFT | Team Solution Tech-Vini Fantini TFT |
| ----------------------------------- | ----------------------------------- | ----------------------------------- |
| #                                   | Cyklist                             | Placering                           |
| 111                                 | Kristian Sbaragli (ITA)             | 52.                                 |
| 112                                 | Đorđe Đurić (SRB)                   | 116.                                |
| 113                                 | Filippo Fortin (ITA)                | 91.                                 |
| 114                                 | Roberto González (PAN)              | 29.                                 |
| 115                                 | Lorenzo Quartucci (ITA)             | 26.                                 |
| 116                                 | Dušan Rajović (SRB)                 | 92.                                 |
| 117                                 | Carlos Samudio (PAN)                | 60.                                 |
| Sportchef : Serge Parsani           |                                     |                                     |

| Soudal Quick-Step SOQ                       | Soudal Quick-Step SOQ        | Soudal Quick-Step SOQ |
| ------------------------------------------- | ---------------------------- | --------------------- |
| #                                           | Cyklist                      | Placering             |
| 121                                         | Tim Merlier (BEL) (landsväg) | 79.                   |
| 122                                         | Ayco Bastiaens (BEL)         | 103.                  |
| 123                                         | Josef Černý (CZE)            | 108.                  |
| 124                                         | Pascal Eenkhoorn (NED)       | 30.                   |
| 125                                         | William Junior Lecerf (BEL)  | 8.                    |
| 126                                         | Casper Pedersen (DEN)        | 75.                   |
| 127                                         | Bert Van Lerberghe (BEL)     | 94.                   |
| Sportchef : Klaas Lodewyck, Geert Van Bondt |                              |                       |

| Team Jayco AlUla JAY                          | Team Jayco AlUla JAY               | Team Jayco AlUla JAY |
| --------------------------------------------- | ---------------------------------- | -------------------- |
| #                                             | Cyklist                            | Placering            |
| 131                                           | Dylan Groenewegen (NED) (landsväg) | DNS-6                |
| 132                                           | Robert Donaldson (GBR)             | 67.                  |
| 133                                           | Luke Durbridge (AUS) (landsväg)    | 43.                  |
| 134                                           | Chris Harper (AUS)                 | DNS-1                |
| 135                                           | Luka Mezgec (SLO)                  | 96.                  |
| 136                                           | Elmar Reinders (NED)               | 83.                  |
| 137                                           | Max Walscheid (GER)                | 45.                  |
| Sportchef : Tristan Hoffman, David McPartland |                                    |                      |

| Team Picnic-PostNL TPP                 | Team Picnic-PostNL TPP     | Team Picnic-PostNL TPP |
| -------------------------------------- | -------------------------- | ---------------------- |
| #                                      | Cyklist                    | Placering              |
| 141                                    | Fabio Jakobsen (NED)       | 105.                   |
| 142                                    | Tobias Lund Andresen (DEN) | 57.                    |
| 143                                    | Alexander Edmondson (AUS)  | 64.                    |
| 144                                    | Enzo Leijnse (NED)         | 95.                    |
| 145                                    | Niklas Märkl (GER)         | 63.                    |
| 146                                    | Oscar Onley (GBR)          | 5.                     |
| 147                                    | Julius van den Berg (NED)  | 109.                   |
| Sportchef : Roy Curvers, Joey van Rhee |                            |                        |

| Team Visma \| Lease a Bike TVL       | Team Visma \| Lease a Bike TVL | Team Visma \| Lease a Bike TVL |
| ------------------------------------ | ------------------------------ | ------------------------------ |
| #                                    | Cyklist                        | Placering                      |
| 151                                  | Olav Kooij (NED)               | DNS-2                          |
| 152                                  | Niklas Behrens (GER)           | DNF-7                          |
| 153                                  | Thomas Gloag (GBR)             | DNF-4                          |
| 154                                  | Bart Lemmen (NED)              | 23.                            |
| 155                                  | Daniel McLay (GBR)             | DNF-7                          |
| 156                                  | Tosh Van der Sande (BEL)       | 55.                            |
| 157                                  | Julien Vermote (BEL)           | DNS-2                          |
| Sportchef : Marc Reef, Jesper Mørkøv |                                |                                |

| Tudor Pro Cycling Team TUD               | Tudor Pro Cycling Team TUD     | Tudor Pro Cycling Team TUD |
| ---------------------------------------- | ------------------------------ | -------------------------- |
| #                                        | Cyklist                        | Placering                  |
| 161                                      | Michael Storer (AUS)           | 15.                        |
| 162                                      | Sebastian Kolze Changizi (DEN) | 117.                       |
| 163                                      | Arvid de Kleijn (NED)          | DNF-7                      |
| 164                                      | Arthur Kluckers (LUX)          | 100.                       |
| 165                                      | Alexander Krieger (GER)        | 115.                       |
| 166                                      | Hannes Wilksch (GER)           | 38.                        |
| 167                                      | Maikel Zijlaard (NED)          | DNF-7                      |
| Sportchef : Marcel Sieberg, Boris Zimine |                                |                            |

| UAE Team Emirates XRG UAD                             | UAE Team Emirates XRG UAD      | UAE Team Emirates XRG UAD |
| ----------------------------------------------------- | ------------------------------ | ------------------------- |
| #                                                     | Cyklist                        | Placering                 |
| 171                                                   | Tadej Pogačar (SLO) (landsväg) | 1.                        |
| 172                                                   | Mikkel Bjerg (DEN)             | 112.                      |
| 173                                                   | Rune Herregodts (BEL)          | 48.                       |
| 174                                                   | Juan Sebastián Molano (COL)    | DNS-2                     |
| 175                                                   | Domen Novak (SLO) (landsväg)   | 76.                       |
| 176                                                   | Florian Vermeersch (BEL)       | 70.                       |
| 177                                                   | Jay Vine (AUS)                 | 14.                       |
| Sportchef : Andrej Hauptman, Yousef Mirza Bani Hammad |                                |                           |

| VF Group-Bardiani CSF-Faizanè VBF                | VF Group-Bardiani CSF-Faizanè VBF | VF Group-Bardiani CSF-Faizanè VBF |
| ------------------------------------------------ | --------------------------------- | --------------------------------- |
| #                                                | Cyklist                           | Placering                         |
| 181                                              | Filippo Fiorelli (ITA)            | 114.                              |
| 182                                              | Federico Biagini (ITA)            | DNF-6                             |
| 183                                              | Lorenzo Conforti (ITA)            | 111.                              |
| 184                                              | Alessandro Pinarello (ITA)        | 19.                               |
| 185                                              | Mattia Pinazzi (ITA)              | 106.                              |
| 186                                              | Manuele Tarozzi (ITA)             | 98.                               |
| 187                                              | Enrico Zanoncello (ITA)           | 87.                               |
| Sportchef : Alessandro Donati, Roberto Reverberi |                                   |                                   |

| XDS Astana Team XAT                      | XDS Astana Team XAT    | XDS Astana Team XAT |
| ---------------------------------------- | ---------------------- | ------------------- |
| #                                        | Cyklist                | Placering           |
| 191                                      | Sergio Higuita (COL)   | DNS-5               |
| 192                                      | Aaron Gate (NZL)       | 54.                 |
| 193                                      | Florian Kajamini (ITA) | 22.                 |
| 194                                      | Matteo Malucelli (ITA) | DNS-7               |
| 195                                      | Ide Schelling (NED)    | 66.                 |
| 196                                      | Su Haoyu (CHN)         | 88.                 |
| 197                                      | Harold Tejada (COL)    | 9.                  |
| Sportchef : Mark Renshaw, Peter Kennaugh |                        |                     |

Förklaringar
DNF = Fullföljde inte, OTL = Utanför tidsgränsen, DNS = Startade inte, DSQ = Diskvalificerad